# Thrasyllus (geslacht)
Thrasyllus is een geslacht van Phasmatodea uit de familie Diapheromeridae. De wetenschappelijke naam van dit geslacht is voor het eerst geldig gepubliceerd in 1877 door Carl Stål.

## Soorten
Het geslacht Thrasyllus  is monotypisch en omvat slechts de volgende soort:
- Thrasyllus macilentus Stål, 1877